# Sigrid Sigurdsson
Sigrid Sigurdsson (* 1943 in Oslo) ist eine deutsche Künstlerin. Sie ist in Island und Deutschland aufgewachsen und lebt seit 1951 in Hamburg. Sie hat von 1961 bis 1966 an der Hochschule für Bildende Künste Hamburg bei Kurt Kranz (1910–1997) studiert.
Sigrid Sigurdsson zählt zu den bedeutendsten Künstlerinnen ihrer Generation, die sich (wie Christian Boltanski, Jochen Gerz, Anselm Kiefer, Anne und Patrick Poirier, Dorothee von Windheim u. a.) in ihrem Werk mit Geschichte, Gedächtnis und Erinnerung befassen. Das Spektrum ihres umfangreichen Œuvres umfasst Zeichnungen, Konzeptkunst, Malerei, Text, Fotografie, Film, Plastik, Installation, Environment und Interaktion.
Ihr Hauptwerk, Die Architektur der Erinnerung, ist als Museum im Museum in der ständigen Sammlung des Osthaus-Museums Hagen zu sehen.

## Thematik und künstlerische Arbeitsweise
Sigrid Sigurdsson setzt sich seit Beginn ihrer künstlerischen Tätigkeit mit dem Phänomen des Gedächtnisses und seinen vielfältigen Dimensionen und Funktionen auseinander. Im Fokus ihrer Arbeit steht die Zeit des Nationalsozialismus mit ihren Auswirkungen in Geschichte und Gegenwart. Ihr Interesse gilt vor allem der Sichtbarmachung unbewusster, tabuisierter oder verdrängter Erinnerungen, die im individuellen und kollektiven Gedächtnis verankert sind und bis in die Gegenwart hineinwirken.
Grundprinzip ihrer Arbeit bildet das Sammeln, Bearbeiten und Kombinieren von authentischen und fingierten Materialien, die sie in ihre Installationen und Projekte integriert. Durch das Zusammenführen historischer Materialien und offizieller Dokumente mit individuellen biografischen Spuren oder Fundstücken aus der Alltagsgeschichte arrangiert sie scheinbar zufällige Zusammenhänge. Diese verweisen auf die Unberechenbarkeit und auf den Konstruktcharakter der Erinnerung. So ergeben sich je nach Vorwissen und eigener Erfahrung der Betrachter unterschiedliche Assoziationen, werden persönliche Erinnerungen ausgelöst und subjektive Deutungszusammenhänge hergestellt.

## Frühe Zeichnungen und Objekte
Die ersten Arbeiten der Künstlerin entstanden bereits ab 1956. Hierzu zählen  verschiedene Serien von Zeichnungen, die in einer Mischtechnik aus Bleistift, Buntstift und Tempera auf collagiertem Papier oder Karton ausgeführt sind. Sie zeigen anthropomorphe Figuren mit käfigartigen Rümpfen (Käfigmenschen) oder doppelköpfige Wesen, die durch einen gemeinsamen Rumpf verbunden sind (Doppelköpfe). 39 dieser Zeichnungen aus den Jahren von 1957 bis 1982 sind in die Architektur der Erinnerung im Osthaus-Museum in Hagen integriert.
Bereits diese Zeichnungen wie auch andere frühe Arbeiten, die aus Erinnerungsobjekten, Fragmenten und Fundstücken bestehen, sind Ergebnis ihrer intensiven Beschäftigung mit der Zeit des Nationalsozialismus und deren Auswirkungen sowohl auf die eigene Kindheit und Familienbiografie als auch auf die kollektive Geschichte. Die wechselseitige Beziehung zwischen individueller Biografie und kollektiver Geschichte erfahrbar zu machen und die Erinnerung in das Gedächtnis des einzelnen „zurückzuverlegen“, charakterisiert seither das Werk von Sigrid Sigurdsson.

## Prosa
Das autobiografische und literarische Schreiben begleitet Sigrid Sigurdssons künstlerische Tätigkeit von Anfang an. Viele ihrer frühen Tagebuchaufzeichnungen, Erinnerungstexte und gedanklichen Reflexionen, die sie in vorgefundenen Büchern oder losen Blattsammlungen festgehalten hat, sind in spätere Arbeiten und Installationen integriert.
Seit Anfang der sechziger Jahre verfasst Sigrid Sigurdsson auch fiktive Geschichten und Märchen, in denen sie dem Rätsel des Gedächtnisses und der Erinnerung auf die Spur zu kommen sucht. Ein großer Teil dieser Geschichten ist in dem Zyklus Das Wunderknäuel zusammengeführt, der aus über dreihundert Büchern mit eingearbeiteten Fotos und eigenen Zeichnungen besteht. Jede Episode dieses Zyklus vermittelt eine Fülle von Bildern und Metaphern, die sich mit der labyrinthartigen Struktur des Gedächtnisses und seinen unterschiedlichen Funktionen in Verbindung setzen lassen. Im Jahr 2000 hat Sigrid Sigurdsson mit der Überarbeitung dieser Geschichten begonnen. 366 Bücher aus dem Wunderknäuel-Zyklus werden seit September 2009 als fester Bestandteil der Architektur der Erinnerung im Osthaus-Museum Hagen erstmals gezeigt.

## Papierarbeiten und Installationen
Ende der 1970er Jahre experimentierte Sigrid Sigurdsson mit verschiedenen ästhetischen Verfahren, in denen sie das Prinzip der Schichtung und Überlagerung bei der Gestaltung von Flächen und plastischen Gebilden einsetzte. Eine Werkgruppe bestand aus ca. 300 großformatigen Papierarbeiten und zeigte schwarze Chiffren auf weiß grundiertem Seiden- und Makulaturpapier, welches in stetem Wechsel mit weiteren Lasuren und Papierschichten immer wieder mit schwarzen Zeichen überschrieben wurde, so dass die unteren Schichten wie bei einem Palimpsest durch die oberen hindurchschienen. Weitere Werkgruppen aus dieser Zeit zeigten Variationen dieses Verfahrens durch die Ausweitung in wandfüllende Formate wie auch die zusätzliche Einarbeitung verschiedener Materialien in die einzelnen Papierschichten. Es sind nur noch wenige dieser Arbeiten erhalten, die sich alle in Privatbesitz befinden.
Ab Anfang der achtziger Jahre erhielten Sigurdssons Arbeiten einen zunehmend offenen und interaktiven Charakter. Es entstanden erste Realisationen von räumlichen Installationen und Objekten, in denen die Betrachter als Benutzer und Mitwirkende einbezogen werden. Zwei dieser Arbeiten mit den sprechenden Titeln Der Dialog (1984–1986) und Anleitung zum Wahnsinn (1987) waren Tischinstallationen, deren Flächen mit Hunderten von kleinen Würfeln, Spielsteinen und anderen Elementen bespielt werden konnten. Kennzeichnend für diese Arbeiten war die Konstruktion paradoxer Spielkonstellationen, hervorgerufen durch Brechung oder Umgehung üblicher Spielregeln. Zusätzliche Elemente wie an den Tischkanten aufsteckbare Tafeln oder enge, begehbare Kabinen mit Sehschlitzen lösten weitere Irritationsmomente aus. Die Benutzer gerieten in absurde Situationen der Kommunikation, der Beobachtung und des Beobachtetwerdens.
1986 entstand in der Hamburger Kunsthalle die erste Rauminstallation mit dem Titel Verschließen und Öffnen. Diese Arbeit, die bis 1991 in einem eigens dafür eingerichteten Raum präsentiert wurde, war als prozessuale Arbeit, als work in progress, angelegt. Hier ging es der Künstlerin darum, zuerst mit der persönlichen Erinnerungsarbeit abzuschließen, um sich dann schrittweise dem Dialog mit den Besuchern zu öffnen. Dieser Prozess verlief in mehreren Phasen; er begann mit dem Verschließen und Verpacken persönlicher Dokumente und Tagebücher und endete mit der Auslage eines leeren Buchs, welches den Besuchern und Benutzern des Raums als ein eigenes Medium für ihre unmittelbaren Reaktionen und Kommentare zur Verfügung stand. Verschließen und Öffnen bedeutet innerhalb des Werks von Sigrid Sigurdsson eine Zäsur, die den Übergang vom Werk als singuläre Schöpfung einer Künstlerin hin zur Gemeinschaftsarbeit, zur Realisierung der Offenen Archive, markiert.

## DieOffenen Archive
Seit Mitte der 1980er Jahre liegt der Hauptansatz der Arbeit von Sigrid Sigurdsson in der Initiierung von Gedächtnisinstallationen und Erinnerungsprojekten, die sie in Zusammenarbeit mit Museen, Institutionen und Einzelpersonen realisiert und unter dem Begriff des Offenen Archivs subsumiert. Das Bezeichnende für die Projekte ist ihre offene Form. Diese ergibt sich zum einen aus ihrer Konzeption als work in progress und zum anderen aus der direkten Einbeziehung der Rezipienten, die mit selbstverfassten Beiträgen, Geschichten und Biografien aktiv am Aufbau des Archivs partizipieren können. Bisher hat Sigrid Sigurdsson Offene Archive an fünf Orten in Hagen, Gdańsk/Polen, Braunschweig, Frankfurt und München realisiert.
Der Initiierung eines Offenen Archivs geht immer eine genaue Recherche der Geschichte und der lokalen Bedingungen des Ortes voraus, an dem das Archiv entstehen soll. Auf dieser Grundlage entwickelt die Künstlerin ein Konzept für die Organisation und formale Gestaltung des Archivs, gefolgt von der Aufforderung an die Bewohner des Ortes oder der Region, sich mit ihren Beiträgen zu beteiligen. Auf diese Weise werden die Offenen Archive zu Orten, an denen die individuellen Erinnerungen und Geschichten ihren Platz finden und sich im Zusammenspiel mit anderen zu einem virtuellen Gedächtnis einer Stadt oder einer ganzen Region verdichten können. Die Betreuung des Archivs wird meist von der auftraggebenden Institution des Ortes – einem Museum, einer Gedenkstätte oder einer Schule – übernommen und auf diese Weise der Öffentlichkeit zugänglich gemacht.
Jedes der Offenen Archive hat seine individuelle Struktur und formale Gestalt. Die  Aufzeichnungen der Teilnehmer werden in Mappen, Leinenkassetten oder Boxen präsentiert und aufbewahrt. Diese werden von der Künstlerin entworfen und von einem Buchbinder in handwerklicher Arbeit angefertigt. Es gehört zur grundsätzlichen Methode der Offenen Archive, dass die Namen der beteiligten Autoren genannt und die Aufzeichnungen in ihrer Originalität bewahrt bleiben. Das heißt, sie werden weder aussortiert noch in irgendeiner Weise von der Künstlerin oder anderen Personen redigiert. Im Rahmen der Archive werden von der Künstlerin häufig historische Materialien, Dokumente oder Objekte in separaten Aufbewahrungskassetten oder Vitrinen präsentiert. Diese markieren den historischen oder lokalen Kontext der Autorensammlung und fungieren zugleich als Assoziationsmaterial für die Besucher der Archive. Durch die Teilnahme zahlreicher Autoren sind durch die Initiierung der Offenen Archive an mehreren Orten einzigartige Konglomerate individueller Geschichten, Erinnerungen und Erfahrungen entstanden.

### Die Architektur der Erinnerung

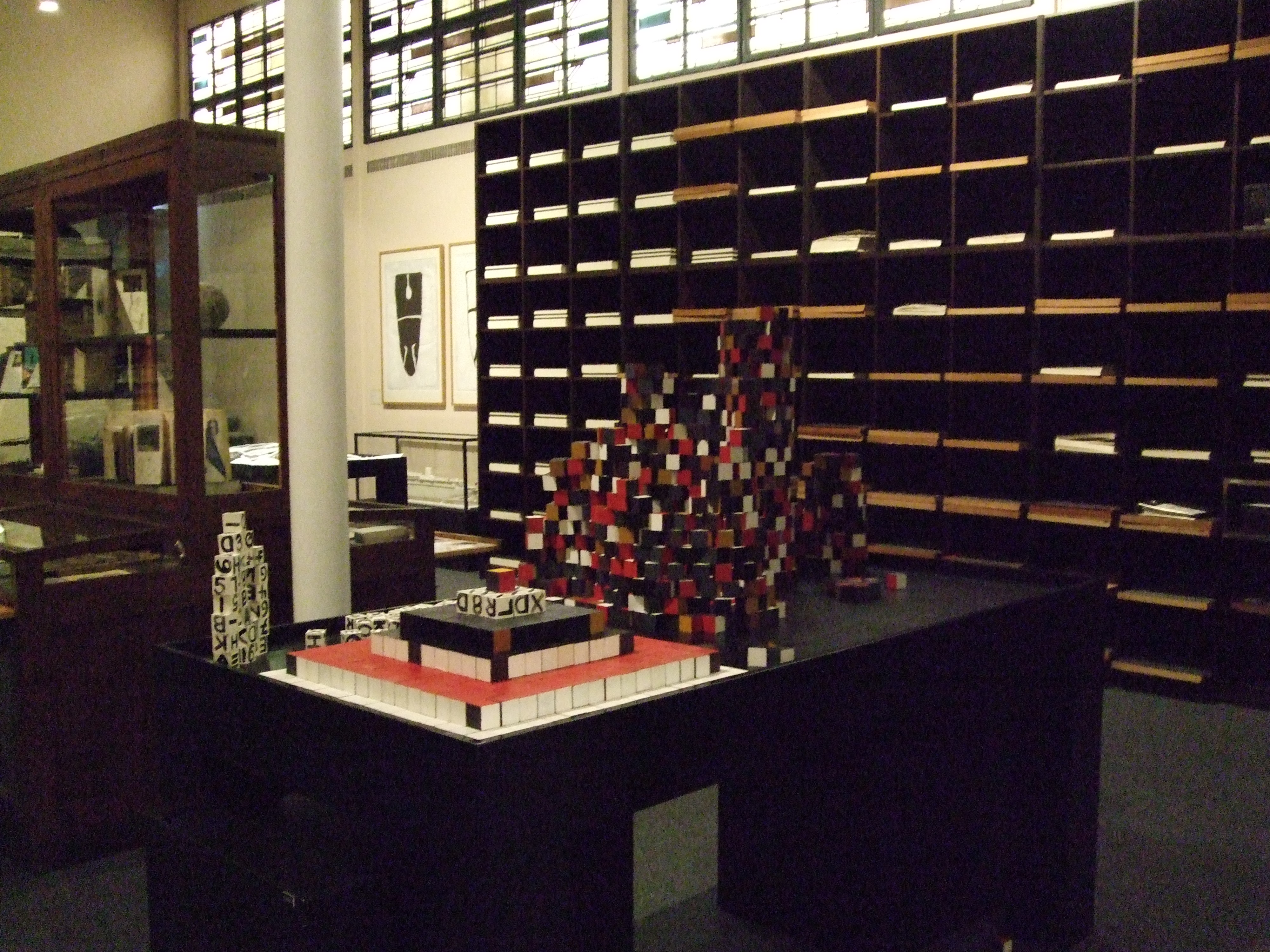
Karl-Ernst-Osthaus-Museum

Die Architektur der Erinnerung ist das Hauptwerk der Offenen Archive Sigrid Sigurdssons. Es kann zugleich als die zentrale Arbeit der Künstlerin bezeichnet werden, in der sich einzelne Werkkomplexe aus unterschiedlichen Werkphasen zusammen mit den Beiträgen zahlreicher Autoren zu einem vielschichtigen und vielteiligen Konstrukt verdichten. Es handelt sich um eine archiv- und bibliotheksähnliche Rauminstallation, die seit 1988 zum Kern der zeitgenössischen Sammlung des Osthaus-Museums in Hagen gehört. Sie wurde beständig verändert und erweitert und wurde bis 2006 unter dem Titel Vor der Stille im oberen Stockwerk des Altbaus präsentiert. Zwischenzeitlich ausgelagert, ist die Arbeit seit der Wiedereröffnung des Osthaus-Museums im August 2009 nun wieder unter dem neuen Titel Die Architektur der Erinnerung – Das Museum im Museum an zentraler Stelle im Erdgeschoss des Altbaus zugänglich.
Der ca. 180 m² große und ca. 6 m hohe Raum ist an den Wänden mit offenen, mahagonibraunen Regalen ausgestattet, in deren Fächern eine unüberschaubare Anzahl von Büchern, Folianten, Mappen und ca. 200 kleinen Vitrinen lagern. Den Grundstock bildet die ursprüngliche Sammlung von Vor der Stille, in deren Folianten und Vitrinen insgesamt mehrere Tausend Schriftstücke, private Briefe, amtliche Formulare, Bücher, Zeitungen, Alben, Fotografien, Fundstücke und alltagsgeschichtliche Objekte enthalten sind.
Die meisten dieser Materialien stammen aus der Zeit des Nationalsozialismus oder sie thematisieren diese Geschichte. Es finden sich aber auch Relikte aus den vorangegangenen und nachfolgenden Jahrzehnten. Das älteste Objekt, eine Ausgabe der Werke Ciceros, datiert aus dem 16. Jahrhundert. Die Materialien wurden von der Künstlerin seit über 40 Jahren aus antiquarischen Beständen und privaten Nachlässen gesammelt und zusammengestellt. Allein dieser Komplex birgt eine riesige Ansammlung von Relikten, Fragmenten und Spuren, die von menschlichen Schicksalen und deren Verstrickung in die Geschichte erzählen.
Einen weiteren Komplex der Arbeit bilden 800 so genannte Reisebücher, die seit 1993 von interessierten Besuchern für eine bestimmte Zeit ausgeliehen und nach eigenen Vorstellungen gestaltet werden können. Nach Ablauf der Zeit sollen die Bücher wieder an die Architektur der Erinnerung zurückgegeben werden. Dort sind sie in den offenen Fächern einer Regalwand untergebracht und können auf Wunsch herausgenommen und betrachtet werden. Ca. 600 Autoren aus aller Welt sind bislang an dem Projekt beteiligt.
Die Mitte des Raumes wird von zwei alten, musealen Vitrinenschränken dominiert, in denen die weiter oben erwähnten 366 Bücher aus dem Märchen-Zyklus Das Wunderknäuel ausgestellt sind. Sie sind so präsentiert, dass Einblicke in ihr Inneres gewährt werden, ohne dass sie – wie die meisten anderen Objekte in dem Raum – zugänglich sind. Die Lektüre einzelner Geschichten wird durch gedruckte Auszüge auf Kartonbögen ermöglicht, die auf Ablagen an den Vitrinenschränken und einem eigens dafür angefertigten Tisch ausgebreitet sind.
In unmittelbarer Nachbarschaft zu den Vitrinenschränken mit dem Märchenzyklus ist ein weiterer Tisch platziert. Seine eingefasste Tischplatte ist mit 1700 farbigen oder mit Buchstaben gekennzeichneten Würfeln bestückt und bespielbar. Weitere Elemente befinden sich in zwei Schubladen sowie in zwei großen, schwarzen Boxen unter dem Tisch. Der Spieltisch ist nicht nur ein Instrument, das die Besucher zur Interaktion herausfordert, sondern er verbildlicht in knapper Form auch die Struktur der Architektur der Erinnerung. Denn so, wie die beweglichen Spielsteine auf dem Tisch keiner festen Ordnung unterliegen und unendliche Variationsmöglichkeiten bieten, so sind auch die einzelnen Bücher und Elemente in den Regalen keiner archivarischen Ordnung unterworfen. Für viele Besucher überraschend und ungewohnt ist dabei die Tatsache, dass bis auf wenige Ausnahmen fast alle Bestandteile der Arbeit bewegt, betrachtet oder benutzt werden dürfen. Aber im Gegensatz zu herkömmlichen Archiven oder Bibliotheken gibt es keinen systematischen Katalog, der ein gezieltes Auffinden möglich macht. Welche Elemente hervorgeholt und benutzt werden, hängt allein vom zufälligen Zugriff der Benutzer ab. Dieses System richtet sich also in übertragenem Sinne nicht nach den Maßstäben der linearen Historiographie, sondern nach der Willkür der subjektiven Erinnerung. Die Fragmente und Versatzstücke in den Vitrinen und Folianten vermitteln keine kohärente(n) Geschichte(n) und kein abgeschlossenes Geschichtswissen, sondern sie fungieren als Anhaltspunkte und Impulsgeber, an denen sich die Erinnerung und die Phantasie der Besucher entzünden und mit vorhandenem Geschichtswissen verbinden kann. In diesem Sinne kann die Architektur der Erinnerung auch als eine Metapher oder ein Modell für das Gedächtnis mit all seinen unterschiedlichen Dimensionen und Funktionen verstanden werden.
Dass in dem übergreifenden System der Architektur auch die Perspektive der Wissenschaft nicht ausgeklammert bleibt, sondern bewusst als Meta- und Reflexionsebene einbezogen wird, belegen drei weitere Komplexe der Arbeit. Die Datenbank Deutschland – Ein Denkmal – Ein Forschungsauftrag wurde von Sigrid Sigurdsson bereits 1996 konzipiert und in Auftrag gegeben. Ausgangspunkt des Projekts war die Beobachtung der Künstlerin, dass in der Forschung bis 1996 keine umfassende Übersichtskarte existierte, die das nationalsozialistische Lager- und Haftstättensystem als Übersichtsbild darstellte. Sigurdsson erteilte daher zunächst einer Historikerin den Auftrag, sämtliche in der Literatur nachgewiesenen Lager, Haft- und Internierungsanstalten des NS-Regimes auf einer Karte in den Grenzen von 1937 zu markieren. Ab 1998 wurde die Arbeit vom Osthaus-Museum grundlegend überarbeitet und digitalisiert. Diese digitale Fassung wurde 2009 noch einmal überarbeitet und ist seit der Wiedereröffnung des Museums in den Raum integriert.
Ergänzt wird diese Datenbank von zwei wissenschaftlichen Präsenzbibliotheken zu den Themen ‚Nationalsozialismus’ und ‚Gedächtnis und Erinnerung’. Zielsetzung der Bibliotheken ist es, zusätzlich zu der wissenschaftlich fundierten Kartografie von Deutschland – ein Denkmal einen weiteren wissenschaftlichen Referenzrahmen für die Materialien und Werkkomplexe innerhalb der Architektur der Erinnerung zur Verfügung zu stellen.
Die einzelnen Komplexe der Architektur der Erinnerung sind im Folgenden noch einmal aufgeführt:
- Vor der Stille, Arbeiten ab 1956, insgesamt ca. 30.000 Materialien, 1988–2005 Kurator: Michael Fehr
- Die Architektur der Erinnerung, 75 Bücher ab 1996 (noch in Arbeit), 23 Buchmappen und drei Vitrinen
- 39 Zeichnungen aus den Jahren von 1957 bis 1962, Leihgabe von Michael Otto, Hamburg
- Drei Zeichnungen aus den Jahren 1959 und 1982, Schenkung von Hanna Hohl, Hamburg
- Das Wunderknäuel, 366 Bücher mit Texten und Zeichnungen, ab 1961, überarbeitet ab 2000, redigiert von Lothar Brandt-Sigurdsson
- Spieltisch mit 1700 Würfeln und Buchstaben und Ergänzungsspiel, Sigrid Sigurdsson, 1987/2009
- Schachwürfel mit Originalbuch und Roulette, Sigrid Sigurdsson, von 1967/1974/2009
- Zwei Schiffsmodelle: Wilhelm Gustloff (1996), Cap Arcona (2001)
- ca. zehn Besucherbücher mit 500 und 2000 Seiten, ab 1988
- 800 Reisebücher für Besucherbeiträge, ab 1993 (bisher ca. 600 Autoren beteiligt)
- Das Archiv der Zukunft, 100 Mappen für Besucherbeiträge, ab 2002
- Das Museum der Biografien, 100 Mappen für Besucherbeiträge, ab 2002
- Datenbank Deutschland – ein Denkmal – ein Forschungsauftrag. Ein Projekt zur Erforschung der nationalsozialistischen Lager- und Haftstätten sowie der Orte des Massenmordes 1933–1945. Idee und Konzept: Sigrid Sigurdsson, Kurator: Michael Fehr, wissenschaftliche Recherche und Bearbeitung der Datenbank: Bettina und Holger Sarnes 1996–2000, aktualisiert 2009
- Präsenzbibliothek zum Thema Nationalsozialismus, Nils Reschke, ab 2009
- Präsenzbibliothek zum Thema Erinnerung und Gedächtnis, Martina Pottek, ab 2009

Förderer und Schirmherr der Architektur der Erinnerung ist Michael Otto, Hamburg. Kuratorin: Birgit Schulte, Osthaus-Museum Hagen.

### Weitere realisierteOffene Archive

#### 1994 ff.Fragment to mała całość – Das Fragment ist ein kleines Ganzes
Ein Projekt anlässlich des 50. Jahrestages des Kriegsendes in Polen, Region Pomerellen in der Nähe von Gdańsk.
Ausgehend von der ortsbezogenen Geschichte wandte sich die Künstlerin direkt an Überlebende und Augenzeugen der so genannten Todesmärsche, die bei Kriegsende von dem Konzentrationslager Stutthof ausgingen. Sigrid Sigurdsson besuchte innerhalb von zwei Jahren Vorbereitungszeit 24 Dörfer, die an der Strecke der Todesmärsche lagen. Sie bat die dort noch lebenden Zeitzeugen, ihre Erinnerungen an die Ereignisse aufzuschreiben. Es beteiligten sich an die 180 Autoren. Die handschriftlichen Aufzeichnungen wurden in leinenbezogene Kassetten gelegt und am 9. Mai 1995 in einem feierlichen Akt im Alten Rathaus der Stadt Gdańsk der Öffentlichkeit übergeben. Seit 2001 ist das Archiv im Museum der Gedenkstätte Stutthof zu sehen.
Das Projekt wurde in Zusammenarbeit mit dem Nadbałtyckie Centrum Kułtury Gdańsk, Barbara Bergmann, Maciey Nowak und Martina Pottek realisiert.

#### 1996 ff.Braunschweig – eine Stadt erinnert sich
Konzeption und Umsetzung der Gedenkstätte KZ-Außenlager Schillstraße in Braunschweig.

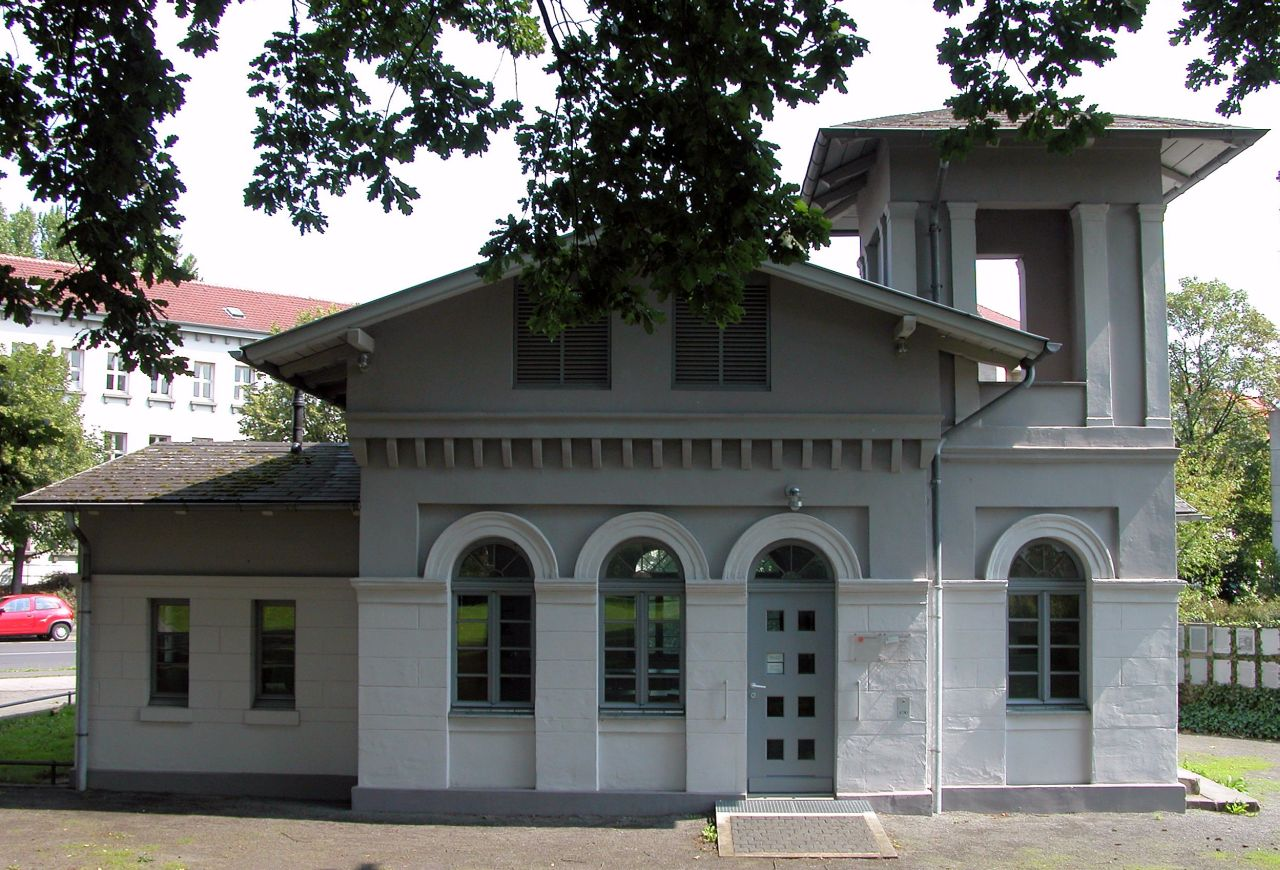
Das 1840 erbaute Invalidenhäuschen beherbergt heute das Offene Archiv.

Anlass für diese Arbeit war die Wettbewerbsausschreibung für ein Mahnmal, welches an die Opfer eines Außenlagers des KZ Neuengamme in der Schillstraße erinnern soll. Dieses Lager, in dem zwischen November 1944 und Ende März 1945 mehrere Hundert politische Häftlinge und jüdische Zwangsarbeiter der Braunschweiger Firma Büssing NAG inhaftiert waren, befand sich auf einem Gelände, das heute zur Hauptpost gehört.

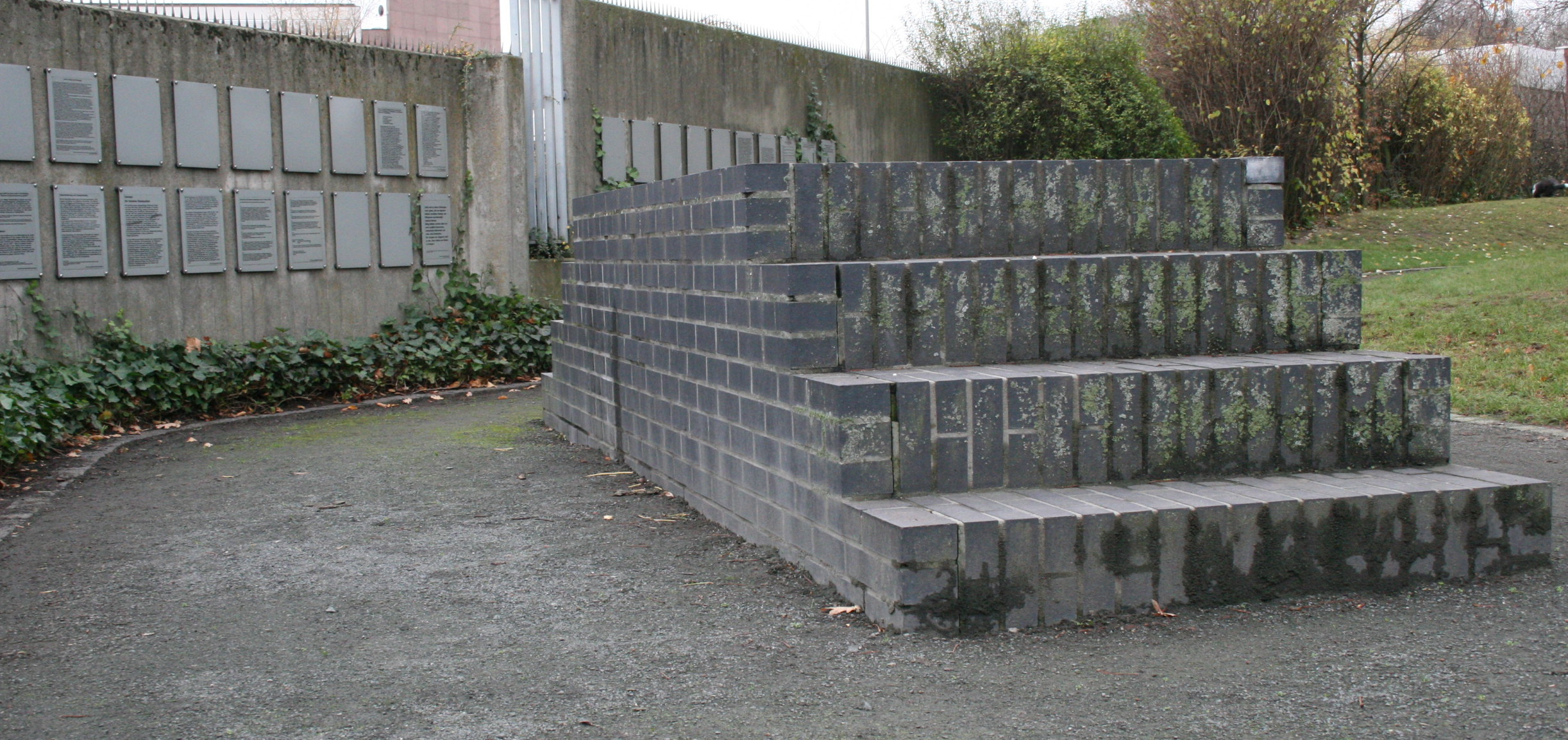
Das Podest vor der Mauer mit Text- und Bildtafeln.

In unmittelbarer Nähe des ehemaligen KZs befindet sich das 1837 eingeweihte Schill-Denkmal, das an den preußischen Major Ferdinand von Schill erinnert. Das Denkmal, das seit seiner Errichtung Ort zahlreicher patriotischer Gedenkfeiern war, wurde 1955 auf Anregung traditionalistischer Verbände umgewidmet und den Gefallenen des Zweiten Weltkrieges geweiht. An Volkstrauertagen fanden hier zentrale Kranzniederlegungen des Volksbundes Deutsche Kriegsgräberfürsorge zusammen mit Vertretern der Stadt Braunschweig, der Bundeswehr sowie verschiedenen traditionalistischen Vereinen und Verbänden statt. In den 1980er Jahren, als einer breiten Öffentlichkeit die Existenz des ehemaligen Zwangsarbeiterlagers an der Schillstraße bekannt wurde, führte dies zu Demonstrationen gegen die Fortsetzung der militärischen Gedenkzeremonien an diesem Ort. Die Kontroverse dauerte bis 1996 und führte schließlich zur Ausschreibung eines Wettbewerbs durch die Stadt, wobei sich die Jury für Sigrid Sigurdssons Entwurf entschied.
Sigurdssons Arbeit besteht aus zwei Teilen:
1. Architektonische Platzgestaltung mit begehbarem Podest, Markierung der angrenzenden Mauer durch Texttafeln, Markierung des ehemaligen Lagergeländes und heutigen Sitzes der Hauptpost mit einem Schriftzug aus blauen Leuchtbuchstaben: „Die Zukunft hat eine lange Vergangenheit“.
2. Initiierung eines Offenen Archivs mit Beiträgen von über 200 Autoren sowie städtischen und kommunalen Institutionen, die über ihren jeweiligen Umgang mit der eigenen Geschichte Aufschluss geben. Die Beiträge werden in leinenbezogenen Kassetten aufbewahrt. Diese sind seit Mai 2000 in einem historischen Gebäude, dem ehemaligen Invalidenhäuschen, auf dem Mahnmalsgelände untergebracht. Hier finden regelmäßig Vorträge, Lesungen und Begegnungen mit Überlebenden und Zeitzeugen statt.

Die von Sigrid Sigurdsson initiierte Gedenkstätte wird durch den Arbeitskreis Andere Geschichte e. V. unter Leitung des Historikers Frank Erhardt betreut. Er ist mit der Pflege und Erweiterung des Offenen Archivs, der Beratung der Benutzer, Führungen und der Pflege des Kontaktes zu Überlebenden des Lagers betraut.

#### 1996 ff.Deutschland – Ein Denkmal – Ein Forschungsauftrag. 1996 bis ...
Ein Projekt zur Erforschung der nationalsozialistischen Lager und Haftstätten 1933–1945.
Erste analoge Fassung 1996: Cornelia Steinhauer, Hamburg. Grundlegend überarbeitete und digitalisierte Fassung ab 1998 in Zusammenarbeit mit dem Karl Ernst Osthaus-Museum Hagen. Kurator: Michael Fehr, wissenschaftliche Recherche und Bearbeitung der Datenbank: Bettina und Holger Sarnes, wissenschaftliche Beratung: Thomas Lutz (Stiftung Topografie des Terrors Berlin), Institut für Zeitgeschichte München.
Eine offline-Version dieser Datenbank befindet sich seit Oktober 1999 in der Dokumentation Obersalzberg des Instituts für Zeitgeschichte München. Seit 2009 gehört die erneut überarbeitete und aktualisierte Fassung von Deutschland – ein Denkmal zu den Bestandteilen der Architektur der Erinnerung im Osthaus-Museum Hagen.
Seit Sommer 2011 führen die beiden langjährigen Mitarbeiter Bettina und Holger Sarnes das Projekt weiter. Im Februar 2012 wurde es wieder online gestellt.

#### 2000–2105Die Bibliothek der Alten (heute Bibliothek der Generationen)
Die Bibliothek der Generationen entstand anlässlich der Ausstellung Das Gedächtnis der Kunst – Geschichte und Erinnerung in der Kunst der Gegenwart, die vom Dezember 2000 bis März 2001 im Historischen Museum und der Schirn Kunsthalle in Frankfurt stattfand. Die Idee bestand darin, die Geschichte der Stadt Frankfurt aus der Sicht von Personen einzufangen, die der Stadt Frankfurt durch ihre Herkunft oder ihren Wohnsitz verbunden sind. Hierfür wurden ein halbes Jahr vor Beginn der Ausstellung 100 Teilnehmer gesucht, die bereit waren, einen biografischen, historischen oder wissenschaftlichen Beitrag zu verfassen.
Im Unterschied zu den anderen Offenen Archiven liegt der Konzeption der Bibliothek der Alten ein genau kalkulierter Zeitplan zugrunde: 65 der Autoren sollten über 50 Jahre und 35 unter 50 Jahre alt sein. Die Beiträge der älteren Autoren werden aus der Rückschau auf das 20. Jahrhundert verfasst. Sie werden bereits seit 2004 wieder an das Historische Museum zurückgegeben. Die jüngeren Teilnehmer haben bis zu 50 Jahre Zeit, um „in die Zukunft“  hineinzuschreiben und das beginnende 21. Jahrhundert reflektieren zu können.
Bis zum Jahr 2055 soll jedes Jahr ein weiterer Autor oder eine weitere Autorin hinzukommen, so dass die Bibliothek am Ende aus 150 Beiträgen bestehen wird. Sollte sich im Jahr 2055 die letzte Person zur Teilnahme bereit erklärt haben und (weit) unter 50 Jahre alt sein, dann lässt sich der Abschluss des Projekts, wenn sie ihren Beitrag nach 50 Jahren zurückgibt, bis ins Jahr 2105 berechnen. Die historische Zeitspanne, die in den Beiträgen der Bibliothek der Alten reflektiert wird, könnte also bei Abschluss nahezu 200 Jahre umfassen – vorausgesetzt, die ältesten Projektteilnehmer sind zu Beginn der zweiten Dekade des 20. Jahrhunderts geboren.
Die Bibliothek der Alten wurde in Zusammenarbeit mit dem Historischen Museum Frankfurt am Main, Kurt Wettengl, Wolf von Wolzogen und Felicitas Gürsching realisiert. Mit der Neukonzeption des Historischen Museums 2017 erfolgte die Umbenennung in Bibliothek der Generationen.

#### 2003 ff. (Eröffnung 2007):Weltenwunderland – die Bibliothek der Kinder
Als Pendant zur Bibliothek der Alten konzipierte Sigrid Sigurdsson im Mai 2003 das Weltenwunderland – Die Bibliothek der Kinder, die seit 2007 in der Grundschule an der Gebelestraße in München entsteht. Auch diesem Projekt liegt eine genaue Berechnung zugrunde. Das Archiv besteht aus 366 leinengebundenen verschiedenfarbigen Kassetten, die für die Tage eines Schaltjahres stehen. Diese Kassetten sind mit 24 Briefumschlägen sowie weiteren 24 Rückumschlägen gefüllt, deren Zahl den Stunden eines Tages entsprechen. Die Briefe sollen künftig von den Kindern der Gebele-Schule an Personen ihrer Wahl verschickt werden, mit der Bitte, auf dem darin enthaltenen leeren Blatt einen besonderen Tag oder ein besonderes Ereignis ihres Lebens zu beschreiben und als Geschenk an die Kinder zurückzuschicken. Auf diese Weise würde das Weltenwunderland am Ende aus 8784 Geschichten eines Tages aus aller Welt bestehen. Die Vielfalt der Geschichten spiegelt sich auch in der Gestaltung der Kassettenbezüge, die den sechs Farben des Goetheschen Farbkreises entspricht. Zugleich, so lautet das Konzept der Künstlerin, würde die Bibliothek eine Sammlung darstellen, „die nicht nur öffentlich die Entwicklung von Schülern und Schule begleitet, sondern auch etwas über die Gesellschaft des 21. Jahrhunderts aussagen könnte.“
Realisierung in Zusammenarbeit mit der Gebeleschule München, Leitung: Christine Lorbeer.